# Schwarzer Doktor

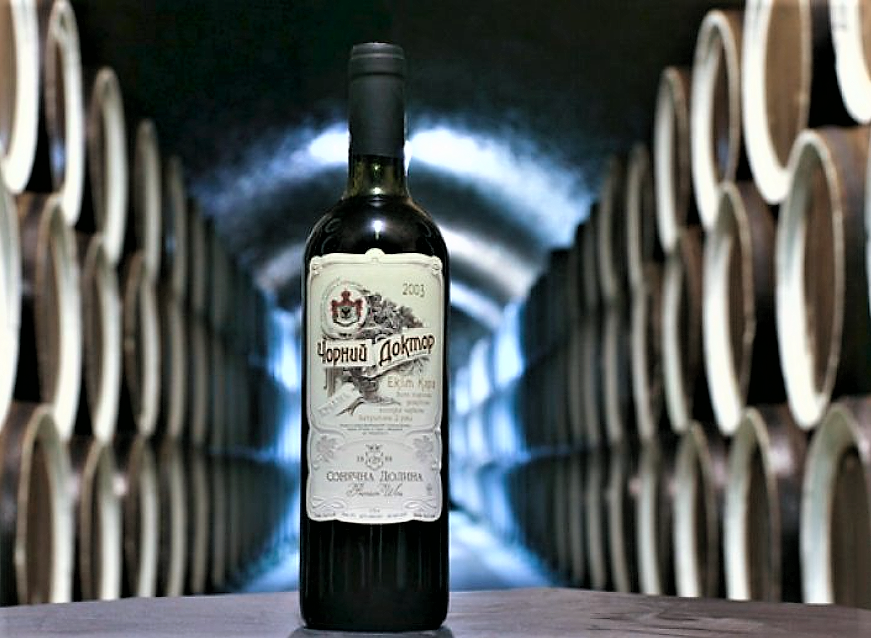
Eine Flasche «Чорний доктор – Екім-Кара» – „Schwarzer Doktor“, Jahrgang 2003

Schwarzer Doktor (ukrainisch Чорний доктор Tschornyj doktor; russisch Чёрный доктор Tschorny doktor, häufige Schreibung Черный доктор) ist ein Likörwein von der Halbinsel Krim. Dieser Rotwein wird aus den autochthonen Rebsorten Kefessija (auch Kefessiya), Ekim Kara und Dschewat Kara hergestellt. Die Bezeichnung „Schwarzer Doktor“ bezieht sich auf Jahrgangsweine mit der geschützten geografischen Angabe «Крым» für „Krim“. Die zweijährige Reifung erfolgt in Eichenfässern.

## Geschichte

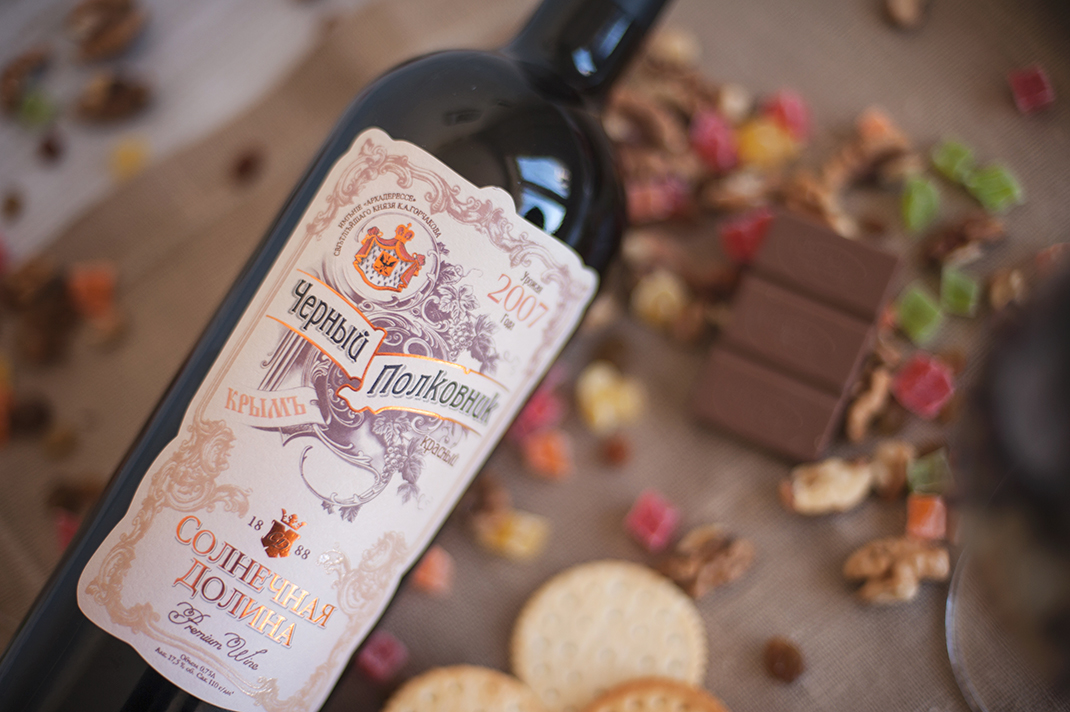
«Черный полковник» – „Schwarzer Oberst“ (Dschewat Kara, Verschnitt mit Ekim Kara)

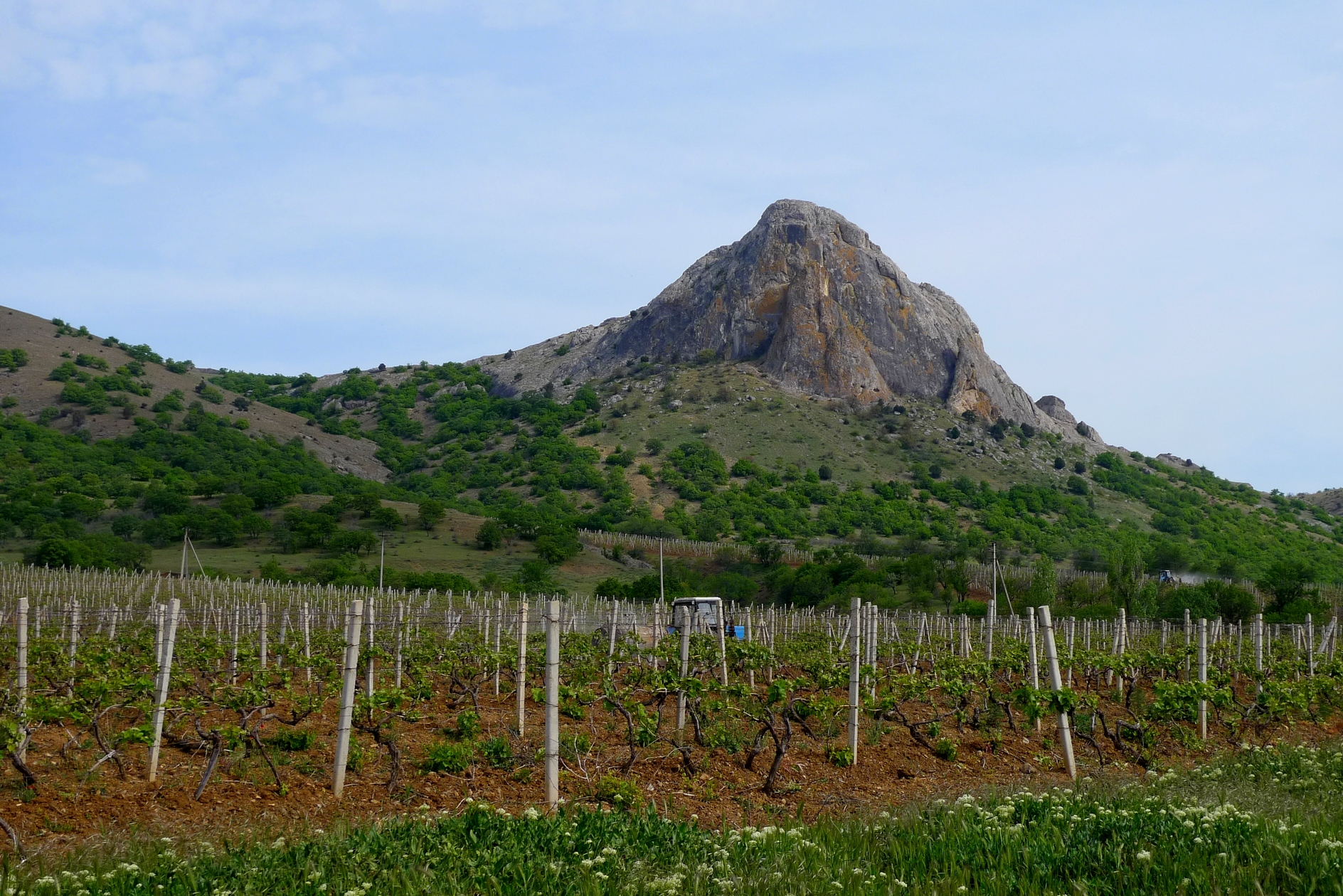
Weinberge des Sudak-Sonnentals (Solnetschnaja Dolina;)

Das Krim-Unternehmen OJSC Solnechnaya Dolina (in englischer Transkription; deutsch Solnetschnaja Dolina, „Sonniges Tal/Sonnental“) erlangte Bekanntheit durch den Anbau und die Produktion des „Schwarzen Doktors“. Der Wein wurde erstmals in den 1930er Jahren bekannt. Zunächst hatte der Wein jedoch andere Namen wie „Ruby Crimean“ (ukrainisch Рубінове Кримське Rubinowe Krymske / russisch Рубин Криму Rubin Krimu, „Rubin der Krim“) und „Arkhaderesse“ (russisch Архадерессе Archaderesse). Beide werden heute noch unter gleichem Markennamen produziert und angeboten. Das ursprüngliche Rubingetränk war zu dieser Zeit nicht besonders beliebt, obwohl es bei der Verkostung auf der All-Unions-Landwirtschaftsausstellung, die 1940 in Moskau stattfand, sehr gewürdigt wurde. Neue Bekanntheit erlangte der Wein in den 1960er Jahren durch eine Anregung des Ministers für Lebensmittelindustrie, der diesen Wein sehr schätzte. Das Produkt wurde in „Schwarzer Doktor“ umbenannt. Die neue Kreation des Weines Schwarzer Doktor geht auf einen Mitarbeiter namens Alexander Alexandrowitsch Iwanow (1870–1946, Winzer) zurück, der ein Schüler des russischen Winzers Fürst Lew Golizyn (1845–1915) war.

## Eigenschaften und Herstellung

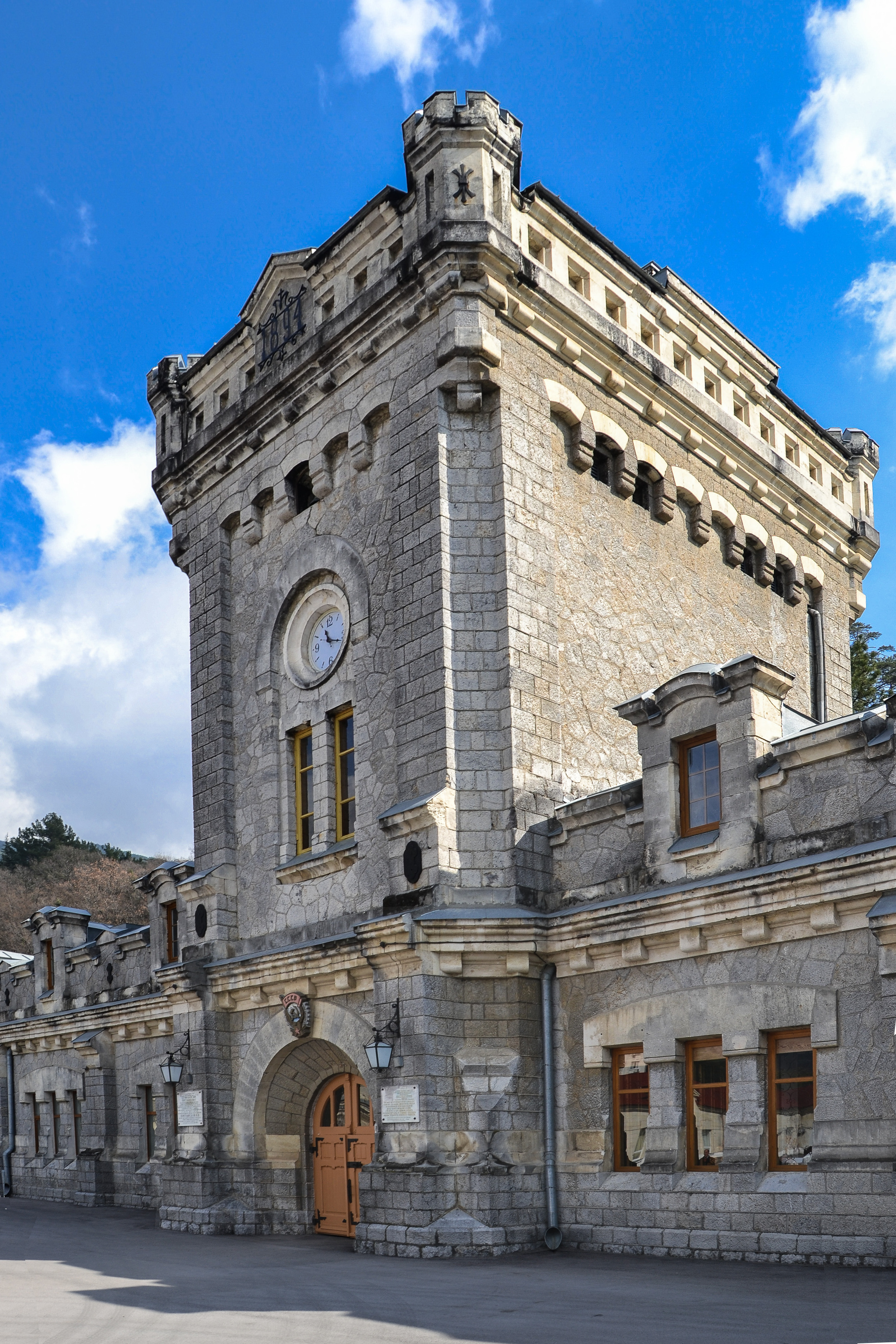
Weingut Massandra (Масандра)

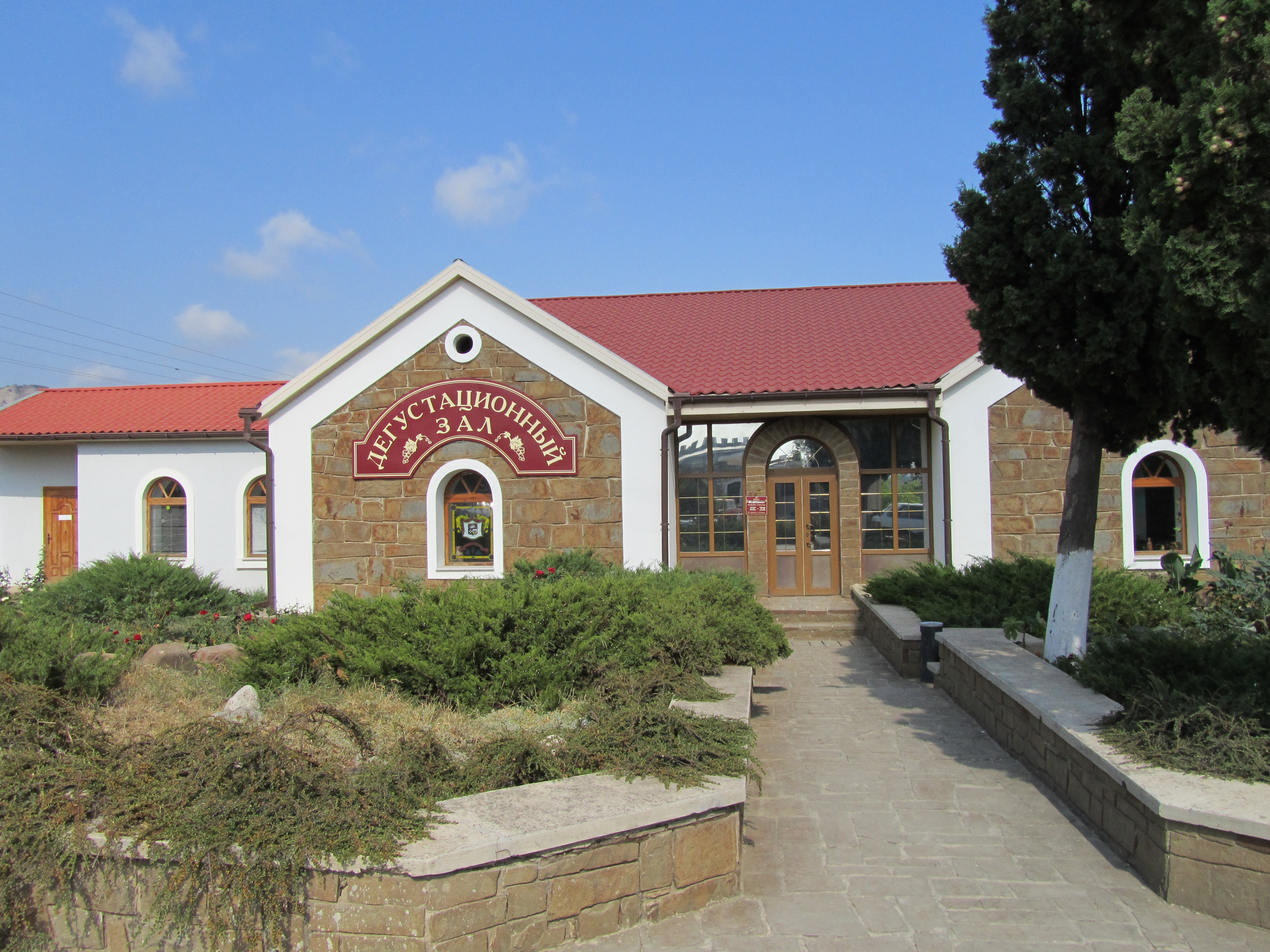
Verkostungsraum und Versuchshalle des Weinguts Sonniges Tal (Solnetschnaja Dolina)

Der Wein wird aus den Früchten der Krim-Sorten Ekim Kara (ukrainisch Екім Кара), Dschewat Kara (Джеват Кара, auch als Cevat Kara transkribiert) und Kefessija (Кефесія) gekeltert. Das Alter der aktuellen Rebstöcke im Besitz von Solnetschnaja Dolina („Sonniges Tal/Sonnental“) beträgt über 35 Jahre (Stand 2023). Die Sorte Ekim Kara („Schwarzer Doktor“) überwiegt in der Zusammensetzung des Doktors mit mindestens 70 Prozent Anteil.
Die Menge geeigneter Trauben ist begrenzt. Die Trauben werden nach dem Erreichen eines vorgegebenen Zuckergehalts von mindestens 22 Prozent gelesen. Das fertige Produkt durchläuft eine zweijährige Reifung in speziellen Eichenfässern in den alten Kellern von „Golizyn“, wo zu jeder Jahreszeit eine konstante Temperatur von 13 bis 14 Grad Celsius aufrechterhalten wird.
Die Ernte, der Transport, die Annahme und die Verarbeitung der Trauben erfolgen in Übereinstimmung mit den „Allgemeinen Regeln für die Verarbeitung von Trauben zu Weinmaterialien“, die vom Ministerium für Lebensmittelindustrie der UdSSR (МХП СРСР, Міністерство харчової промисловості СРСР) am 9. November 1967 genehmigt wurden. Zur Herstellung des Jahrgangsweins Schwarzer Doktor werden die Trauben der vorgenannten Rebsorten nach der Traubenlese mechanisch aufgebrochen und zerrissen (gemaischt).
Bei dem weiteren Prozess der Herstellung findet die technologische Methode der Mostdestillation, mit Infusion (gespritet) von Alkohol, für 10–12 Tage Anwendung. Die Alkoholisierung der Würze wird während der Gärung mit einer Reinkultur von Weinhefe – hier sollte die Temperatur von plus 28 Grad Celsius nicht überschritten werden – unter Berücksichtigung des Alkoholverlusts und des Vorhandenseins von Zucker durchgeführt, wodurch sichergestellt ist, dass die Produktion des Volumenanteils von Ethylalkohol im fertigen Wein 17 Prozent und die Konzentration von Zucker 16,0 g pro 100 cm3 erreicht.
Am Ende dieses Prozesses wird die Maische gepresst (gekeltert) und damit in feste Bestandteile aufgeteilt – Trester, den der Winzer mit schwefelhaltigem Anhydrid von 80–100 g pro Liter schwefelt, und den flüssigen Anteil. Die Winzer entscheiden durch Zugabe der festen Bestandteile über den Tanningehalt im Wein. Die Weinkomponenten werden in dem nachfolgenden Verhältnis verschnitten (Cuvée):
- Ekim Kara 70–80 Prozent (75 Tonnen)
- Kefessija 12–17 Prozent (14,5 Tonnen)
- Dschewat Kara 8–13 Prozent (10,5 Tonnen)

Im Klärungsprozess wird das Weinmaterial vom Hefesediment getrennt und gemäß den technologischen Normen und Anforderungen weiter verarbeitet. Hier finden die technologischen Schemata gemäß der „Technologischen Anweisung für die Verarbeitung von Weinmaterialien und Weinen in den Betrieben der Weinindustrie“ ihre Anwendung (genehmigt am 17. November 1967 vom Ministerium für Lebensmittelindustrie der UdSSR). Das Mischen der Weinzutaten in Übereinstimmung mit dem in der Patentschrift angegebenen Verhältnis erfolgt jeweils vor oder nach technologischen Behandlungen.
Die technologische Verarbeitung erfolgt sowohl im ersten als auch im zweiten Jahr der Reifung. Die fertige, zur Abfüllung bereitstehende Mischung ruht noch einmal separat mindestens 10 Tage, um die besten charakteristischen Merkmale und Harmonie in Aroma und Geschmack zu gewährleisten.
Das Original „Schwarzer Doktor“ zeichnet sich durch eine satte dunkle Granatfarbe mit leichten rubinroten Reflexen aus. Geschmacklich dominieren Noten von Dörrpflaumen, das Anklingen von Vanille und Schokolade, von südlichen Beeren und einem zarten cremig-birnigem Aroma. Man findet im Getränk auch Anklänge von Maulbeertönen sowie zarte Noten von Kakao und Trockenfrüchten. Der Wein zeichnet sich durch moderate Adstringenz kombiniert mit exquisiter Samtigkeit und Weichheit aus. Der Alkohol- und Zuckergehalt beträgt je 16 Prozent.
Der Trinkwein sollte eine Temperatur von 16 bis 18 °C aufweisen. Der Hersteller empfiehlt, ihn mit dunkler Schokolade, Pistazien, Eis und Früchten zu kombinieren.

## Die Rebsorte Ekim-Kara (Schwarzer Doktor)

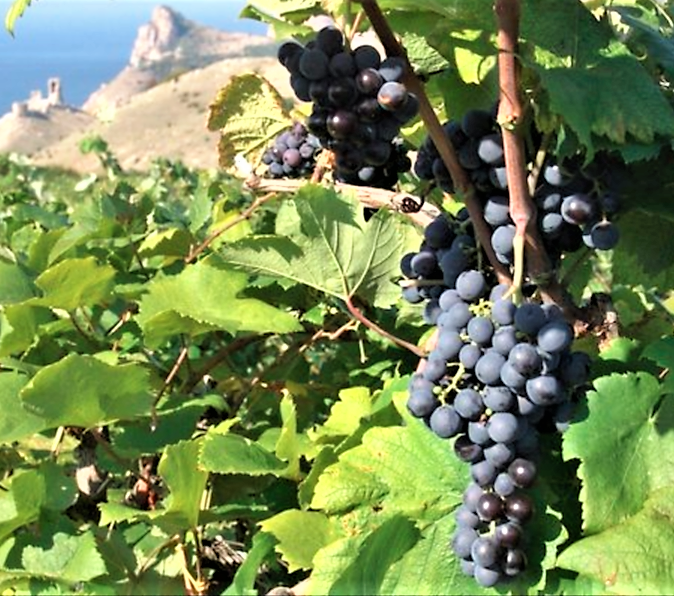
Ekim Kara (Rebsorte) (Schwarzer Doktor)

Der Weinstock hat einen angelegten weiblichen Blütentyp und ist somit kein Selbstbestäuber. Neben der künstlichen Bestäubung, die sowohl manuell als auch mithilfe spezieller Geräte erfolgen kann, ist eine Fremdbestäubung mit einer Vielzahl von zweigeschlechtlichen Reben erforderlich. Der Rebschnitt erfolgt auf vier bis acht Augen. Der hohe Ertrag ist einer der vielen Vorteile der Rebsorte Ekim Kara. Die Fruchtbarkeit der Triebe beträgt durchschnittlich 60 Prozent. Sie sind frostbeständig bis zu minus 23 Grad Celsius. Die Reifezeit der Beeren variiert zwischen 130 und 157 Tagen. Das Gewicht der Traube beträgt durchschnittlich 150 Gramm, die Länge etwa 16 Zentimeter und die Breite etwa 12 Zentimeter. Die Beeren sind locker angeordnet. Sie sind tiefschwarz und haben eine Wachsschicht. Die Schale ist dick, das Fruchtfleisch saftig und die Form rund. Das durchschnittliche Gewicht jeder Beere beträgt drei bis fünf Gramm und sie enthält je zwei bis vier Samen. Das Anbaugebiet befindet sich bei Sudak direkt am Schwarzen Meer, etwas südlich zwischen der westlich gelegenen Stadt Simferopol und der östlich gelegenen Stadt Feodossija.
Synonyme der Rebsorte sind Echim Kara, Ekim Gara, Ekim Qara und Ukjm Kara.